# Tim Razzall, Baron Razzall

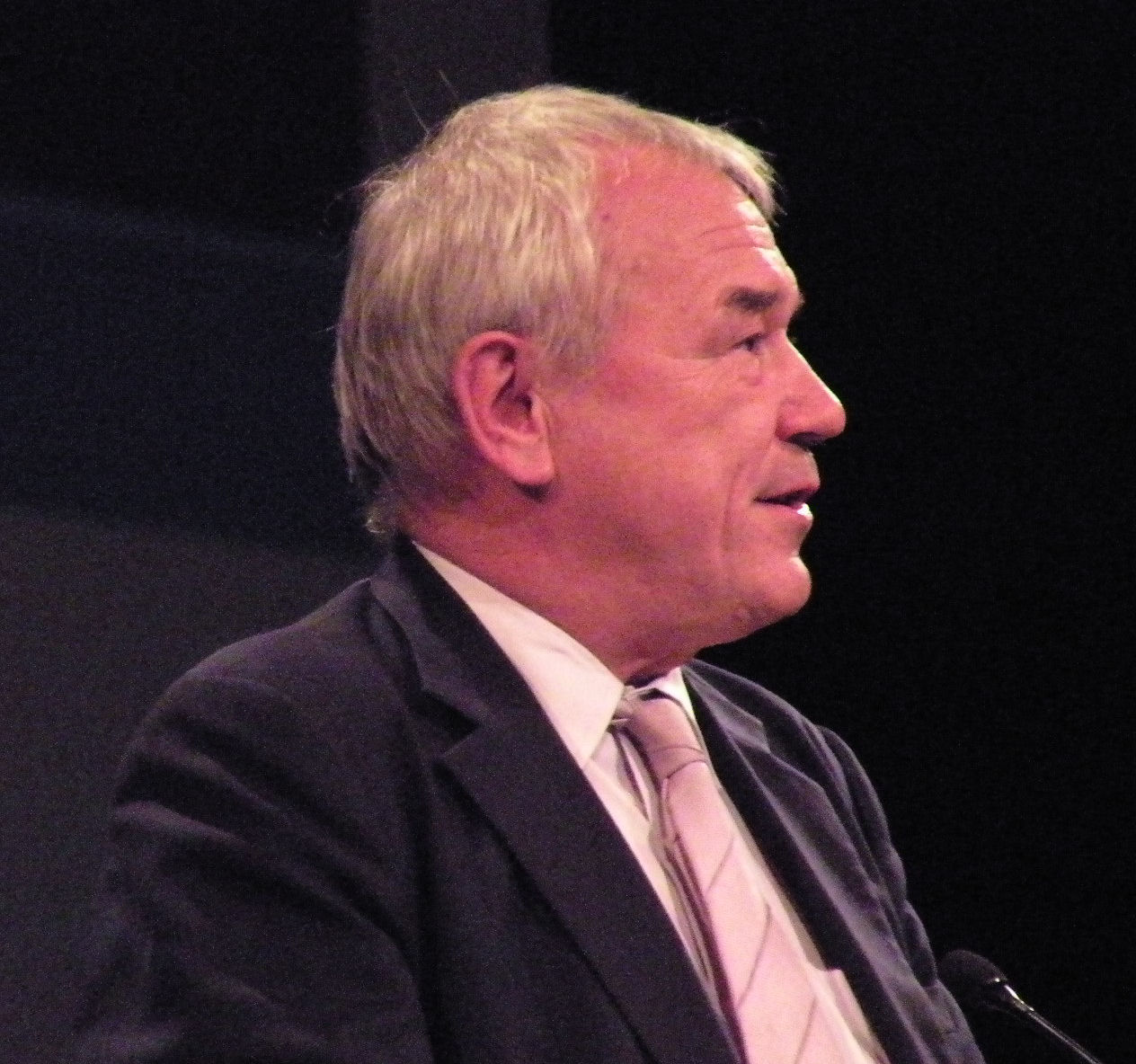
Tim Razzall, Baron Razzall (2008)

Edward Timothy „Tim“ Razzall, Baron Razzall CBE (* 12. Juni 1943) ist ein britischer Jurist, Wirtschaftsmanager sowie Politiker der Liberal Party und jetzt der Liberal Democrats, der seit 1997 als Life Peer Mitglied des House of Lords ist.

## Leben
Nach dem Schulbesuch absolvierte Razzall ein Studium der Rechtswissenschaften am Worcester College an der Universität von Oxford und begann seine berufliche Laufbahn 1969 als Solicitor. Nachdem er zwischen 1973 und 1995 Partner der Anwaltskanzlei Frere Cholmeley Bischoff war, ist er seit 1995 Partner der Kanzlei Argonaut Associates.
Neben seiner beruflichen Laufbahn begann er Mitte der 1970er Jahre für die Liberal Party seine politische Laufbahn in der Kommunalpolitik und war von 1974 bis 1998 Mitglied des Rates des London Borough of Richmond upon Thames, wobei er dort zwischen 1983 und 1996 auch stellvertretender Führer des Rates sowie Vorsitzender von dessen Ausschuss für Politik und Ressourcen war. 1987 wurde er zunächst Schatzmeister der Liberal Party. Nach deren Vereinigung mit der Social Democratic Party (SDP) 1988 zu den Liberal Democrats fungierte Razzall zwischen 1988 und 2000 als Schatzmeister der Liberal Democrats und war zugleich von 1987 bis 2010 Mitglied des Föderalen Exekutivkomitees der Partei. Daneben übernahm er von 1990 bis 1995 das Amt des Präsidenten der Association of Liberal Democrat Councillors, der Vereinigung der liberal-demokratischen Kommunalvertreter.
Durch ein Letters Patent vom 22. Oktober 1997 wurde Razzall, der für seine politischen Verdienste als Commander des Order of the British Empire ausgezeichnet worden war, als Life Peer mit dem Titel Baron Razzall, of Mortlake in the London Borough of Richmond upon Thames, in den Adelsstand erhoben. Kurz darauf erfolgte seine Einführung (Introduction) als Mitglied des House of Lords. Im Oberhaus gehört er zur Fraktion der Liberal Democrats.
In der Folgezeit war er zwischen 1998 und 2010 Sprecher seiner Fraktion im Oberhaus für Handel und Industrie beziehungsweise zuletzt für Wirtschaft, Unternehmen und Regulierungsreformen. Daneben fungierte er von 1999 bis 2006 als Vorsitzender der Wahlkampfkommission der Liberal Democrats für die Unterhauswahlen sowie zugleich zwischen 2000 und 2006 auch als Vorsitzender des Wahlkampf- und Kommunikationsausschusses seiner Partei.
Zurzeit bekleidet Lord Razzall zahlreiche Funktionen in der Privatwirtschaft und ist unter anderem Vorstandsmitglied der Unternehmen Barton Brown Limited, LawAlert Ltd, World Wide Pay Ltd, Premjet plc, Square Mile Capital Investments plc, Blue Dale Corporate Limited, North Atlantic Mining Ltd, Weather Lottery plc, Ardel Holdings Guernsey Ltd, Gameday Enterprises Australia Ltd sowie Just Loans plc.
Lord Razzall ist Lebensgefährte von Jane Bonham Carter, Baroness Bonham-Carter of Yarnbury, die für die Liberal Democrats ebenfalls Mitglied des Oberhauses ist. Beide wurden kritisiert, als bekannt wurde, dass sie sich eine Wohnung teilten, aber beide jeweils eine Kostenerstattung vom House of Lords geltend machten. Sie verstießen dabei allerdings nicht gegen gesetzliche Regelungen.